# ناصر نوآموز
ناصر نوآموز (زادهٔ ۱۳۱۷) بازیکن سابق باشگاه‌های فوتبال دارایی و پاس و رئیس سابق فدراسیون فوتبال ایران است.

## ریاست فدراسیون فوتبال ایران
ناصر نوآموز (زاده ۱۳۱۷) معروف به تیمسار نوآموز ملی پوش و بازیکن سابق باشگاه‌های فوتبال دارایی و پاس و رئیس سابق فدراسیون فوتبال ایران است.
ریاست فدراسیون فوتبال ایران
وی در اولین انتخابات بعد از انقلاب در سال ۱۳۵۸ به عنوان اولین رئیس فدراسیون فوتبال ایران انتخاب شد و تا سال ۱۳۵۹ در این سمت باقی ماند.
در سال ۱۳۶۸ ناصر نوآموز در سن ۵۱ سالگی توسط رئیس جدید سازمان تربیت بدنی به کار دعوت شد و برای دومین بار رئیس فدراسیون فوتبال ایران شد. دوره مدیریت نوآموز این بار ۴ سال طول کشید و در این دوره فوتبال ایران صاحب ۴ عنوان قهرمانی شد: قهرمانی در بازی‌های آسیایی ۱۹۹۰ پکن، قهرمانی استقلال و پاس در جام باشگاه‌های سال‌های ۱۹۹۰ و ۱۹۹۲ آسیا و قهرمانی پرسپولیس در جام برندگان جام آسیا ۹۱-۱۹۹۰. پس از صعود ایران به دور دوم مسابقات فوتبال مقدماتی جام جهانی ۱۹۹۴ آمریکا، در تیرماه سال ۱۳۷۲ نوآموز از مسئولیت خود استعفا داد.
در سال ۱۳۷۷ پس از صعود ایران به جام جهانی ۱۹۹۸ فرانسه، صفایی فراهانی رئیس وقت فدراسیون فوتبال از ناصر نوآموز خواست که مدیریت تیم ملی را بر عهده داشته باشد. امیرآصفی مدت کوتاهی در این مسئولیت باقی ماند و سپس انصراف داد؛ نوآموز قبول مسئولیت کرد و در مسابقات جام جهانی ۱۹۹۸ فرانسه با عنوان مدیریت تیم ملی فوتبال ایران وارد میدان شد و در جام جهانی و بازی‌های آسیایی ۱۹۹۸ بانکوک که طی آن تیم ملی به عنوان قهرمانی رسید هم همراه تیم ملی بود و سپس بار دیگر از مسئولیت خود کناره گیری کرد.
در سال ۱۳۸۲، از سوی محمد دادکان رئیس وقت فدراسیون فوتبال مأمور شد تا به فدراسیون بیاید و به عنوان نایب رئیس این فدراسیون مسئولیت را بر عهده داشته باشد، حضور وی با صعود به جام جهانی ۲۰۰۶ آلمان توام شد. پس از آن که رئیس سازمان تربیت بدنی دادکان را کنار گذاشت، ناصر نوآموز هم در نامه‌ای استعفای خود را اعلام و از فدراسیون فوتبال کناره گیری کرد.
در سال ۱۳۹۳ در پی شکل‌گیری باشگاه پیشکسوتان و قهرمانان ورزش ایران، تیمسار نوآموز از طرف هیئت امنای این باشگاه به عنوان رئیس هیئت مدیره انتخاب شد.

## منبع
- روزنامه اعتماد۸۵/۱۲/۱۰: ۲۷ سال روی صندلی‌های داغ مدیریت فوتبال

1. ↑  «زندگینامه: ناصر نوآموز (۱۳۱۷-)». همشهری آنلاین. ۲۰۱۲-۱۱-۲۰. دریافت‌شده در ۲۰۲۰-۰۷-۰۵.